# Скороходовская поселковая община
Скороходовская поселковая община (до 2017 года - Артемовская) (укр. Скороходівська селищна громада) — территориальная община в Полтавском районе Полтавской области Украины. Административный центр —  посёлок Скороходово.
Изначально была образована 25 сентября 2015 года путем объединения Артемовского поселкового совета, Искровского и Скибовского сельских советов Чутовского района, а 27 марта 2016 года присоединились Вольницкий, Новокочубеевский, Петровский, Филенковский сельские советы Чутовского района Полтавской области.

## Населенные пункты
В состав общины входят 1 поселок (Скороходово) и 21 село: Березовое, Вольница, Искровка, Казачье, Кохановка, Лысовщина, Майоровка, Никоноровка, Новая Кочубеевка, Павловка, Первозвановка, Петровка, Подгорное, Рябковка, Скибовка, Степановка, Степовое, Трудолюбовка, Филенково, Флоровка и Шевченковка.